# Poslovna tajna
Poslovna tajna je u osnovi intelektualna svojina Архивирано на веб-сајту  (18. децембар 2011) privrednog društva, čiji se domen utvrđuje autonomnim aktima svakog konkretnog privrednog društva. U svakom slučaju, poslovnu tajnu u smislu Zakona o privrednim društvima čine informacije o privrednom društvu za koje je očigledno da bi prouzrokovale ,,znatnu štetu” privrednom društvu ako dođu u posed trećih lica. Poslovna tajna je podatak koji može imati ekonomsku vrednost zato što nije opšte poznat, niti je lako dostupan trećim licima koja bi njegovim korišćenjem ili saopštavanjem mogla ostvariti ekonomsku vrednost, član 72, Zakon o privrednim društvima. Informacije koje se štite kao poslovna tajna - finansijski, ekonomski, poslovni, naučni, tehnički, tehnološki, proizvodni podaci, studije, testovi, rezultati istraživanja, uključujući i formulu, crtež, plan, projekat, prototip, kod, model, kompilaciju, program, metod, tehniku, postupak, obaveštenje ili uputstvo internog karaktera i slično, bez obzira na koji način su sačuvani ili kompilirani. Zakon istovremeno određuje šta se ne može smatrati poslovnom tajnom privrednog društva:
1. informacije čije je objavljivanje u skladu sa zakonom obavezno
2. informacije koje su u vezi sa povredom zakona, dobre poslovne prakse ili principa poslovnog morala i
3. informacije koje ukazuju na to da postoji osnovana sumnja u vezi sa korupcijom.

Pošto se ove informacije ne mogu smatrati poslovnom tajnom privrednog društva, njihovo objavljivanje je zakonito ako ima za cilj da zaštiti javni interes. Posebno, privredno društvo je dužno da pruža potpunu zaštitu licu koje, postupajući u dobroj veri(svesno), ukazuje nadležnim državnim organima na korupciju.
Lica koja u skladu sa ovim zakonom imaju dužnosti prema privrednom društvu odgovorna su za štetu privrednom društvu, ako u pogledu: 1) čuvanja poslovne tajne ili 2) saopštavanja poslovne tajne, ne postupe u skladu sa zakonima i drugim propisima. Autonomnim aktima privrednog društva ova obaveza može da prođe in a druga lica koja prema prirodi poslova mogu doći u posed poslovne tajne i povrediti pravila o obavezi njenog čuvanja i nesaopštavanja trećim licima.

## Zakon o zaštiti poslovne tajne
Zakon o zaštiti poslovne tajne, objavljen je u „Službenom glasniku RS“, broj 72/2011 od 28. septembra 2011. godine, a stupio je na snagu i primenjuje se od 6. oktobra 2011. godine. Navedeni zakon predstavlja pokušaj zakonske regulative materije zaštite poslovnih podataka, koja je do sada bila prepuštena samim privrednim subjektima, pa su se kao poslovna tajna štitili razni podaci i postupci, a izostajale su adekvatne konsenkvence u slučajevima pravog odavanja poslovne tajne. Ovim zakonom uređuje se pravna zaštita poslovne tajne od svih radnji nelojalne konkurencije. Pravo na zaštitu poslovne tajne ima domaće ili strano fizičko i pravno lice, u skladu sa odredbama ovog zakona.

### Zakonito pribavljanje, korišćenje i otkrivanje informacije koja predstavlja poslovnu tajnu
Na osnovu člana 7, Zakona o zaštiti poslovne tajne: Držalac poslovne tajne može na drugo lice da prenese pravo korišćenja poslovne tajne. Pribavljanje, korišćenje, odnosno otkrivanje informacije koja predstavlja poslovnu tajnu drugim licima dozvoljeno je i bez saglasnosti držaoca, ako je izvršeno u skladu sa zakonom, odnosno na način koji nije u suprotnosti sa dobrim poslovnim običajima.

### Nezakonito pribavljanje, korišćenje i otkrivanje informacije koja predstavlja poslovnu tajnu
Na osnovu člana 8, Zakona o zaštiti poslovne tajne: Svaka radnja preduzeta u okviru industrijskih ili komercijalnih aktivnosti koja za posledicu ima otkrivanje, pribavljanje, odnosno korišćenje informacije koja predstavlja poslovnu tajnu, bez saglasnosti držaoca poslovne tajne i na način suprotan zakonu i dobrim poslovnim običajima, smatraće se delom nelojalne konkurencije.
Pod načinom suprotnim dobrim poslovnim običajima, u smislu ovog zakona, podrazumeva se svaka radnja preduzeta u cilju utakmice na tržištu kojom se nanosi ili se može naneti šteta konkurentu ili drugom fizičkom odnosno pravnom licu, a naročito:
1. povreda ugovornih odredaba o čuvanju poslovne tajne
2. zloupotreba poslovnog poverenja
3. industrijska ili komercijalna špijunaža
4. prevara
5. navođenje na bilo koju radnju iz tač. 1)-4) ovog stava;
6. pribavljanje informacije koja predstavlja poslovnu tajnu od strane trećih lica koja znaju ili su bila dužna da znaju da ta informacija predstavlja poslovnu tajnu i da je pribavljena od lica u čijem je zakonitom posedu

### Zaštita poslovne tajne pred državnim organima
U slučaju povrede poslovne tajne (član 11. Zakona o zaštiti poslovne tajne), držalac poslovne tajne može tužbom da pokrene postupak pred sudom protiv svakog lica koje izvrši povredu poslovne tajne, u roku od šest meseci od dana kada je saznao za povredu i učinioca, a najkasnije u roku od tri godine od dana kad je povreda učinjena, i da zahteva:
1. prestanak radnji koje mogu dovesti do nezakonitog pribavljanja, korišćenja ili otkrivanja poslovne tajne i zabranu nezakonitog pribavljanja, korišćenja ili otkrivanja informacija koje predstavljaju poslovnu tajnu;
2. sprečavanje prometa, odnosno oduzimanje i povlačenje iz prometa, izmenu ili uništavanje svih predmeta koji sadrže informacije koje predstavljaju poslovnu tajnu, ako je te podatke moguće, posredno ili neposredno, videti ili prenositi;
3. naknadu štete, uključujući stvarnu štetu i izgubljenu dobit, a ako je povreda učinjena namerno, tužilac može, umesto naknade imovinske štete, zahtevati naknadu do trostrukog iznosa uobičajene naknade koju bi primio za konkretni oblik korišćenja predmeta zaštite, da je to korišćenje bilo zakonito;
4. isključenje tog lica kao člana privrednog društva, ako je to lice član privrednog društva;
5. raskid radnog odnosa za to lice, ako je to lice zaposleno u pravnom licu;
6. objavljivanje presude u javnom glasilu o trošku tuženog.

## Literatura
- Mirko S. Vasiljević,Kompanijsko pravo, Beograd. 2009.  978-86-7630-197-3.

## Spoljašnje veze
- Zavod za intelektualnu svojinu Архивирано на веб-сајту  (18. децембар 2011)
- Zakon o privrednim društvima
- Zakon o zaštiti poslovne tajne
- Službeni glasnik